# Leptolalax botsfordi
Leptolalax botsfordi é uma espécie de anfíbio anuro da família Megophryidae. Está presente no Vietname. A UICN classificou-a como em perigo crítico.